# Ángel Enciso
Ángel Daniel Enciso Castillo (n. Ciudad del Este, Paraguay, 10 de septiembre de 1987) es un futbolista paraguayo. Juega de mediocampista.

## Clubes
| Club                         | País     | Año               |
| ---------------------------- | -------- | ----------------- |
| San Lorenzo                  | Paraguay | 2004 - 2005       |
| 12 de Octubre                | Paraguay | 2006 - 2007       |
| São José EC                  | Brasil   | 2008 - 2009       |
| Sportivo Luqueño             | Paraguay | 2010 - 2011       |
| Sol de América               | Paraguay | 2012 - 2014       |
| Deportivo Azogues            | Ecuador  | 2015              |
| Santaní                      | Paraguay | 2015              |
| Club Sportivo Iteño          | Paraguay | 2016              |
| Club Cristóbal Colón         | Paraguay | 2016              |
| Deportivo Liberación         | Paraguay | 2017              |
| Club General Martín Ledesma  | Paraguay | 2018              |
| Deportivo Liberación         | Paraguay | 2018              |
| Club Deportivo Caaguazú 2021 | Paraguay | [2019] - Presente |
| club pte hayes               | Paraguay | [2021]            |